# María Villar Buceta
Pour les articles homonymes, voir Villar (nom de famille).
María del Carmen Villar Buceta, née le 25 avril 1899 à Corral Falso de Macuriges dans l'actuelle municipalité de Pedro Betancourt à Cuba et morte le 29 juin 1997 à La Havane, est une poétesse, journaliste et bibliothécaire cubaine, pionnière de la bibliothéconomie dans son pays. 